# Rafael Rubio Barrientos
Rafael Rubio Barrientos (Santiago, 1975) es un poeta, profesor y doctor en literatura chileno.

## Biografía
Rafael Rubio nació el año 1975, en la ciudad de Santiago de Chile. Viene de una familia ligada a la tradición literaria, pues tanto su abuelo Alberto como su padre Armando fueron poetas. La muerte de este último tras caer del sexto piso de un edificio en la capital provocaría gran impacto en la vida de Rafael, siendo este un tema que ha estado presente a lo largo de toda su obra.
En 2008 obtuvo el grado de Doctor en Literatura con la tesis Plagio, parodia y pastiche en la poesía chilena'. Ese mismo año fue distinguido con el premio Pablo Neruda.
La poesía de Rafael Rubio, considerada como parte de la generación de los noventa o Los Naúfragos, se caracteriza por rescatar el uso de formatos rítmicos y métricos tradicionales, así como por su trato sublime hacia la muerte

## Obra
- Arbolando, Ediciones DIBAM, Santiago, 1998.
- Madrugador tardío, Ediciones del Temple, Santiago, 2000.
- Luz rabiosa, Camino del ciego Ediciones, Los Ángeles, 2007.
- Caudal, Editorial Pfeiffer, Santiago, 2010.
- Mala siembra, Universidad de Valparaíso, Valparaíso, 2013.
- Un día soleado, libro infantil, con ilustraciones de Gabriela Lyon; Ediciones Ekaré Sur, Santiago, 2018
- Viernes santo, Universidad de Valparaíso, Valparaíso, 2019.
- El espíritu del agua, libro infantil, Planeta Sostenible, Santiago, 2022.
- Algarabía, LOM Ediciones, Santiago, 2024.

## Premios y reconocimientos
- Premio FEUC de Poesía 1996
- Mención honrosa en los Juegos literarios Gabriela Mistral 1997
- Primer lugar en Concurso de Poesía Joven “Yo no me callo” 1997
- Premio de poesía joven Armando Rubio 2001
- Mención honrosa en Concurso Nacional de Poesía Eduardo Anguita 2006
- Premio Pablo Neruda 2008
- Premio Municipal de Literatura de Santiago 2019, categoría literatura infantil, por Un día soleado[6]